# Odhise Paskali

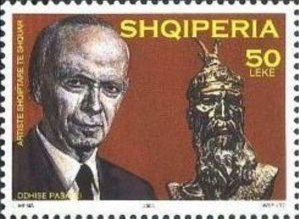
Francobollo del 2003 dedicato a Odhise Paskali

Odhise Paskali (Përmet, 22 dicembre 1903 – Tirana, 13 settembre 1985) è stato uno scultore albanese.

## Biografia
Paskali è nato nel 1903 a Përmet , in Albania . Nel 1925, quando Paskali realizzò The Hungry , inviò l'opera insieme a Face of a Girl ( Fytyrë vajze ) ad Ahmet Zogu , allora Primo Ministro dell'Albania , e chiese in cambio una borsa di studio per studiare in un'accademia delle arti in Italia. Zogu ha esaudito il suo desiderio mandandolo a Torino . Da studente a Torino, ha fondato l'Associazione studentesca albanese ( Studenti shqiptar ) e la rivista degli studenti albanesi di Torino. Si è laureato nel 1927 in Critica d'Arte presso la Scuola di Lettere e Filosofia delUniversità del Regno d'Italia a Torino. Negli anni '30 è stato uno degli iniziatori dell'associazione Amici degli Albanesi ( Miqt e Arbrit ). È stato anche uno degli organizzatori della prima esposizione di arti e della prima Scuola di Pittura a Tirana.